# Lost In Perception
Lost In Perception – wydany w 2012 roku drugi album leszczyńskiego zespołu Retrospective. Album ukazał się 30 listopada nakładem niemieckiej wytwórni Progressive Promotion Records

## Powstawanie albumu
Prace nad Lost In Perception muzycy rozpoczęli już po wydaniu Stolen Thoughts, jednak wydanie kolejnego albumu w tak krótkim czasie było w tym momencie niemożliwe. Przez cztery lata muzycy zbierali pomysły i kompletowali materiał na kolejny album. W tym czasie w zespole wiele się działo, doszło nawet do zawirowania w składzie – wokalistę Jakuba Roszaka zastąpiła Anna Spławska, która jako członek zespołu wystąpiła jedynie na dwóch koncertach, w tym na festiwalu muzyki progresywnej w Rüsselsheim am Main w Niemczech. Koncert ten organizowała wytwórnia Progressive Promotion Records. Niedługo potem zespół otrzymał propozycję wstąpienia w szeregi tej wytwórni i doszło do podpisania umowy. Od tego momentu prace nad nowym albumem nabrały większego tempa i formacja przystąpiła do nagrań.
Lost In Perception zostało nagrane w studiu Gorycki & Sznyterman. Premiera albumu została zaplanowana na 19 listopada, jednak krążek ukazał się ostatecznie 30 listopada 2012 roku. W przeciwieństwie do poprzedniego albumu Lost In Perception nie jest albumem koncepcyjnym. Autorem słów do wszystkich utworów jest wokalista Jakub Roszak, za kompozycje odpowiadają wszyscy członkowie zespołu.
Do utworu The End Of The Winter Lethargy powstał pierwszy teledysk zespołu. Jego premiera miała miejsce 14 sierpnia 2012 na oficjalnym kanale YouTube zespołu.
Na albumie po raz pierwszy zaśpiewała również Beata Łagoda.

## Twórcy
Zespół:
- Maciej Klimek – gitara
- Robert Kusik – perkusja
- Beata Łagoda – klawisze, wokal
- Łukasz Marszałek – gitara basowa
- Jakub Roszak – wokal, teksty
- Alan Szczepaniak – gitara

Współtwórcy albumu:
- Jarosław "Jaro" Baran – miksy, mastering
- Piotr Madej – edycja
- Olli-Pekka Jauhiainen – projekt okładki

## Lista utworów
Wszystkie utwory skomponowane zostały przez zespół Retrospective.
1. The End Of The Winter Lethargy – 5:30
2. Huge, Black Hole – 3:58
3. Egoist – 5:32
4. Lunch – 6:34
5. Our Story Is Beginning Now – 3:58
6. Tomorrow Will Change – 6:19
7. Musical Land – 4:23
8. Ocean Of A Little Thoughts – 3:45
9. Swallow The Green Tones – 10:34

Długość całości: 50:30